# Mellemflagspætte
Mellemflagspætten (Dendrocoptes medius) er en spætteart, der lever i Europa og det vestlige Asien. Arten er knyttet til gamle lyse egeskove.
Mellemflagspætte er 20-22 cm lang, det vil sige i størrelse mellem lille og stor flagspætte. Den lever hovedsageligt af insekter, men kan om vinteren også tage nødder.

## Fund i Danmark siden 1959
Mellemflagspætte er kun iagttaget få gange i Danmark siden den uddøde som ynglefugl i 1959. Den er truffet i 1964, 1983 og senest i 2011, 2012, 2013 samt 2018 i Gram og 2019 i Gråsten 2019-2022 og på Mols.   På den danske rødliste 2019 angives at den som uddød som ynglefugl  i Danmark. Efter 65 år er Mellemflagspætten dog igen blevet registreret som ynglende i Danmark, hvilket skete i Draved Skov i Sønderjylland, en del af den kommende nationalpark.